# Battiato Studio Collection
Battiato Studio Collection è una compilation del cantautore italiano Franco Battiato, pubblicata dall'etichetta EMI Italiana il 1º aprile 1996.

## Tracce
Testi di Franco Battiato, tranne dove indicato; musiche di Franco Battiato e Giuto Pio.
CD 1
1. Cuccurucucù – 4:10 (Battiato-Pio)
2. Bandiera bianca – 5:20 (Battiato-Pio)
3. Centro di gravità permanente – 3:54 (Battiato-Pio)
4. Prospettiva Nevski – 3:57 (Battiato-Pio)
5. L'era del cinghiale bianco – 4:15 (Battiato-Pio)
6. Up Patriots to Arms – 5:02 (Battiato-Pio)
7. Sentimiento nuevo – 4:17 (Battiato-Pio)
8. Voglio vederti danzare – 3:37 (Battiato-Pio)
9. Summer on a Solitary Beach – 4:54 (Battiato-Pio)
10. Gli uccelli – 4:40 (Battiato-Pio)
11. Un'altra vita (da Battiato) – 3:38 (Battiato-Pio)
12. Mal d'Africa (da Battiato) – 3:43 (Battiato)
13. Chan-son egocentrique – 4:07 (Battiato-Pio)
14. I treni di Tozeur – 3:08 (Coesentino-Battiato-Pio)
15. La stagione dell'amore – 3:42 (Battiato)
16. Le aquile – 4:07 (Battiato-Pio)

Durata totale: 66:31
CD 2
1. L'animale – 3:12 (Battiato)
2. No Time No Space – 3:19 (Battiato-Pio)
3. Radio Varsavia – 4:05 (Battiato-Pio)
4. Strade dell'est – 4:17 (Battiato-Pio)
5. Il re del mondo – 5:33 (Battiato-Pio)
6. E ti vengo a cercare – 3:48 (Battiato)
7. Nomadi – 4:23 (Camisasca)
8. L'oceano di silenzio – 4:17 (Battiato)
9. Come un cammello in una grondaia – 3:30 (Battiato-Pio)
10. L'ombra della luce – 4:50 (Battiato-Pio)
11. Povera patria – 3:43 (Battiato-Pio)
12. Caffè de la Paix – 4:23 (Battiato)
13. Sui giardini della preesistenza – 3:46 (Battiato)
14. Atlantide – 3:55 (Battiato)
15. L'ombrello e la macchina da cucire – 4:19 (Sgalambro-Battiato)

Durata totale: 61:20